# Cuscuta potosina
Cuscuta potosina är en vindeväxtart som beskrevs av Schaffn. och S. Wats.. Cuscuta potosina ingår i släktet snärjor, och familjen vindeväxter. Utöver nominatformen finns också underarten C. p. globifera.